# 옴진드기목
옴진드기목(Sarcoptiformes)은 진드기아강에 속하는 진드기 목의 하나이다. 230여 개 과에 15,000여 종 이상을 포함하고 있으며, 2개 아목으로 나뉜다.

## 하위 분류
- 은기문진드기아목 (Oribatida) 또는 은기문아목 (隱氣門亞目, Cryptostigmata)
- 무기문진드기아목 (Astigmata) 또는 무기문아목 (無氣門亞目, Acaridida)